# Malaco Truly

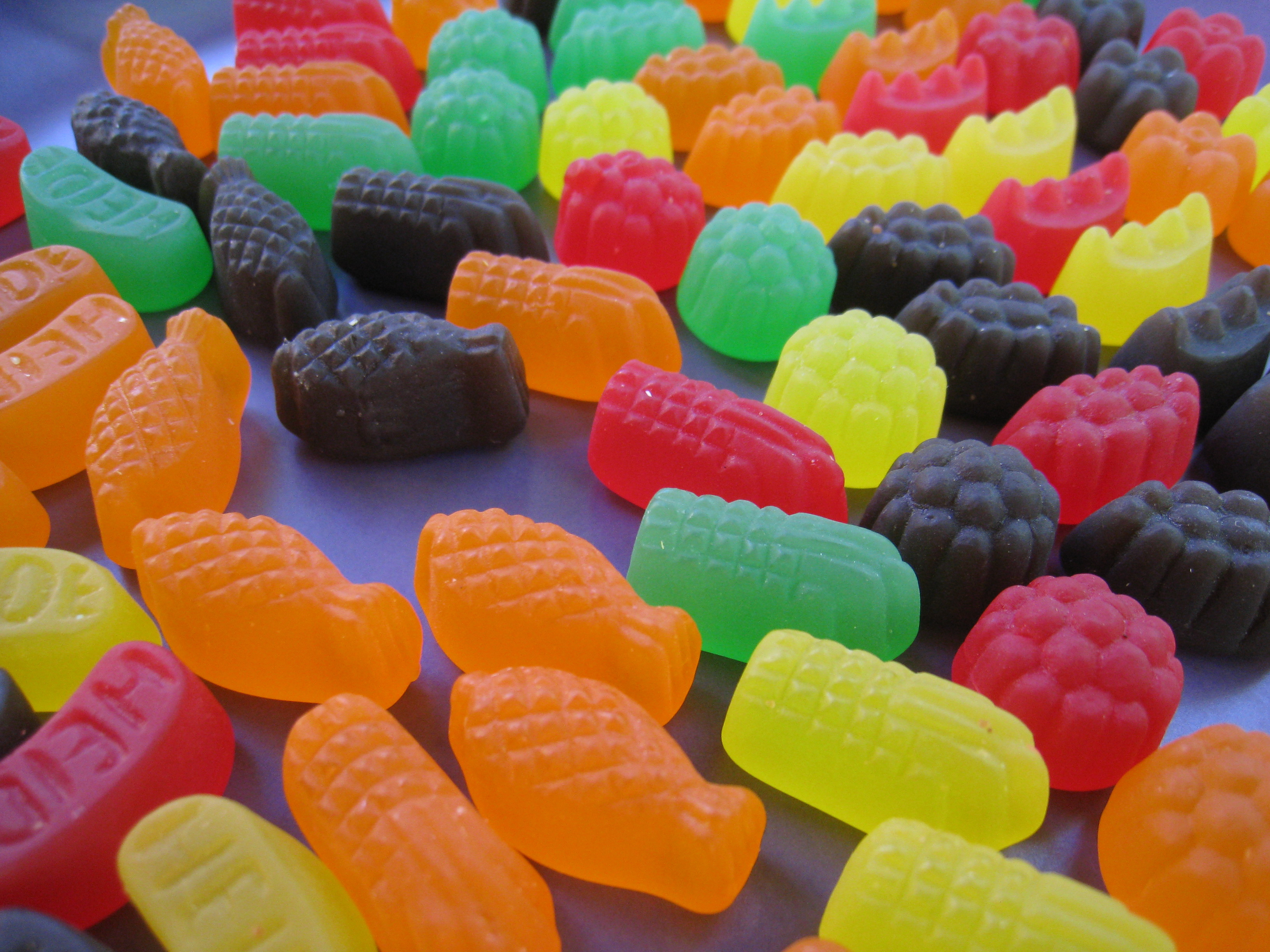
Malaco Truly Mixed.

Malaco Truly är ett varumärke för godis som lanserades av Leaf 2007.
Truly marknadsförs med att det innehåller 30 procent mindre socker än vanligt godis, inga konstgjorda sötningsmedel och endast färger från naturen, som till exempel paprikaextrakt för orange, gurkmeja för gult och rödbetor för rött.
Malaco Truly har lanserats i Sverige, Danmark, Finland, Norge, Baltikum, Portugal, Nederländerna, Schweiz, Österrike och Spanien.
Malaco Truly finns i följande varianter: Exotic, Fruit 'n liquorice, Sweet & salty, Sweet & sour, Salty och Red fruit 'n liquorice.
Tidigare varianter är: Sweet and salty, Berries in love, Exotic affairs, Lucky fortunes, Salty och Sweet & sour.